# Hymne national de l'Écosse
Il n'existe pas d'hymne national de l'Écosse de manière officielle. Dans la mesure où l'Écosse fait partie du Royaume-Uni, on peut considérer que le seul hymne officiel de la nation écossaise est l'hymne britannique, le God save the King. Néanmoins plusieurs chansons sont considérées comme des hymnes nationaux officieux, en particulier Flower of Scotland, Scotland the Brave et Scots Wha Hae.

## Usage actuel
Dans la plupart des évènements sportifs internationaux l'Écosse utilise Flower of Scotland comme hymne national. C'est le cas depuis 1974 pour l'équipe d'Écosse de rugby à XV, depuis 1977 pour l'équipe d'Écosse de football et depuis 2010 pour les Jeux du Commonwealth. Auparavant Scotland the Brave était chantée aux Jeux du Commonwealth et par l'équipe de football.
La chanson Highland Cathedral composée en 1982 est souvent jouée dans des évènements culturels ou sportifs ainsi qu'aux mariages. Scots Wha Hae composée en 1793 est l'hymne officiel du Parti national écossais, principal parti indépendantiste. Is There for Honest Poverty, aussi connue sous le nom A Man's a Man for A' That a notamment été jouée à l'ouverture du Parlement écossais en 1999.

## Candidats possibles
En 2006 l'Orchestre national royal d'Écosse a lancé un sondage en ligne pour connaître l'hymne préféré des visiteurs. Avec plus de 10 000 réponses, Flower of Scotland est arrivé en tête avec 41 % des voix, suivie par Scotland the Brave avec 29 %.
| Chanson                     | Voix (%) |
| --------------------------- | -------- |
| "Flower of Scotland"        | 41 %     |
| "Scotland the Brave"        | 29 %     |
| "Highland Cathedral"        | 16 %     |
| "A Man's a Man for A' That" | 7 %      |
| "Scots Wha Hae"             | 6 %      |

Caledonia de Dougie McLean et Scotland Will Flourish de The Corries sont parfois présentées comme des candidats,.